# George Bass (arqueólogo)
George Fletcher Bass (Columbia, Carolina del Sur, 9 de diciembre de 1932 - College Station, Texas, 2 de marzo de 2021) fue un arqueólogo estadounidense, considerado el «padre fundador de la arqueología subacuática».

## Biografía
Bass fue director de la primera campaña arqueológica que en 1960 excavó completamente un pecio antiguo, el de Cabo Gelidonia, en aguas turcas del mar Mediterráneo.
Posteriormente excavó pecios de la Edad del Bronce, como el Pecio de Uluburun, la época clásica griega y la bizantina. Bass fue profesor emérito de la Texas A&M University, donde poseía una cátedra de arqueología subacuática.
En 1973 Bass fundó el Institute of Nautical Archaeology (INA). El INA ha emprendido algunas de las excavaciones subacuáticas más importantes del siglo XX, y sus descubrimientos aportan nuevos datos sobre áreas tan diversas como los comienzos del sistema de libre comercio, la datación de la Odisea de Homero, la cronología de las dinastías egipcias y las culturas heládicas, así como sobre la historia de la tecnología, la economía, la música, el arte y la religión.
Falleció el 2 de marzo de 2021 en College Station, Texas, a la edad de 88 años.

## Premios
- Medalla de oro del Archaeological Institute of America
- Premio Lowel Thomas del Explorers Club
- Medalla de oro La Gorze de la National Geographic Society
- Premio del centenario de la National Geographic Society
- Medalla J.C. Harrington de la Society for Historical Archaeology
- Doctorado honoris causa de la Universidad del Bósforo de Estambul y de la Universidad de Liverpool
- Medalla Nacional de Ciencia (Estados Unidos) (2002)

## Libros
- Bass, George F. (2006). Bajo los siete mares: Aventuras con el Institute of Nautical Archaeology. Barcelona: Blume. ISBN 84-9801-131-0.

- Bass, George F. (1996). Shipwrecks in the Bodrum Museum of Underwater Archaeology. Bodrum: Museum of Underwater Archaeology. ISBN 975-17-1605-5.

- Bass, George F. (1981). Tesori in fondo al mare. Milán: Bonzogno.

- Bass, George F. (1975). Archaeology Beneath the Sea. Nueva York: Walker. ISBN 0-8027-0477-8.

- Bass, George F. (1974). Navi e Civiltà : Archeologia Marina. Milán: Fabri.

- Bass, George F. (1972). A History of Seafaring Based on Underwater Archaeology. Nueva York: Walker. ISBN 0-8027-0390-9.

- Bass, George F. (1967). Cape Gelidonya: a Bronze Age Shipwreck. Filadelfia: American Philosophical Society.